# NBA 1979/80
Die NBA-Saison 1979/80 war die 34. Saison der National Basketball Association (NBA). Sie begann am Freitag, den 12. Oktober 1979, und endete regulär nach 902 Spielen am Sonntag, den 30. März 1980. Die Postseason begann am Mittwoch, den 2. April, und endete am Freitag, den 16. Mai, mit 4—2 Finalsiegen der Los Angeles Lakers über die Philadelphia 76ers.

## Saisonnotizen
- Die größte Neuerung war die Einführung des Drei-Punkte-Feldtors. Der Besitzer der Harlem Globetrotters, Abe Saperstein, wollte einst so etwas wie den Home Run des Basketballs erschaffen und führte die Dreierlinie ins Regelwerk seiner American Basketball League (ABL) im Jahre 1961 ein. Populär wurde der Dreierwurf ab dem Ende der 1960er Jahre in der American Basketball Association (ABA).[1]
- Der New Orleans Jazz zog von Louisiana nach Utah und behielt den Teamnamen absurderweise bei. Der Utah Jazz verzückte fortan Salt Lake City. Das Team wechselte mit den Indiana Pacers die Division und damit die Conference.
- Eine weitere Neuerung war, dass nur noch zwei Spiele gegen Gegner der jeweils anderen Conference bestritten wurden, gegen Gegner der eigenen Conference hingegen sechs, um so die Zahl der Lokalderbys zu erhöhen.
- Erster Draft-Pick in der NBA-Draft 1979 wurde Spartan Magic Johnson von der Michigan State University für die Los Angeles Lakers. Larry Bird, der Rookie of the Year von den Sycamores der Indiana State University, war als Junior in der Draft des Vorjahres an sechster Stelle von den Boston Celtics ausgewählt worden. Bird entschied sich aber, sein Studium abzuschließen und den Celtics erst nach seinem Senior-Jahr beizutreten. Beide Spieler waren 1979 im Finale der NCAA Division I Basketball Championship aufeinander getroffen, dem College-Basketball-Spiel mit den höchsten Einschaltquoten der Geschichte. Ihre Rivalität und ihr Enthusiasmus sollte die Liga im nächsten Jahrzehnt bestimmen, wiederbeleben und zu neuer Popularität führen. Mit ihren jeweiligen Teams gewannen sie acht der folgenden neun Meisterschaften und machten drei davon untereinander aus.[2]
- Das 30. All-Star-Game fand am Sonntag, den 3. Februar 1980, vor 19.035 Zuschauern im Capital Centre von Landover, Maryland statt. Billy Cunninghams Eastern All-Stars besiegten Lenny Wilkens’ Western All-Stars mit 144—136 nach Verlängerung. Kareem Abdul-Jabbar gelangen 6 Blocks, die meisten aller All-Star-Spiele, allerdings mit Verlängerung. All-Star Game MVP wurde George Gervin von den San Antonio Spurs.[3]
- Am 28. März gab es die wenigsten Freiwurfversuche zweier Teams im Spiel der Lakers gegen die Clippers: 3 und 9 (Stand: 2020).

## Abschlusstabellen
Pl. = Rang,  = Für die Playoffs qualifiziert, Sp = Anzahl der Spiele, S—N = Siege—Niederlagen, % = Siegquote (Siege geteilt durch Anzahl der bestrittenen Spiele), GB = Rückstand auf den Führenden der Division in der Summe von Sieg- und Niederlagendifferenz geteilt durch zwei, Heim = Heimbilanz, Ausw. = Auswärtsbilanz, Div. = Bilanz gegen die Divisionsgegner

### Eastern Conference

#### Atlantic Division
| Pl. | Mannschaft           | Sp | S—N   | %    | GB | Heim  | Ausw. | Div.  |
| --- | -------------------- | -- | ----- | ---- | -- | ----- | ----- | ----- |
| 1.  | Boston Celtics       | 82 | 61—21 | .744 | —  | 35—60 | 18—23 | 17—70 |
| 2.  | Philadelphia 76ers   | 82 | 59—23 | .720 | 2  | 36—50 | 23—18 | 19—50 |
| 3.  | 0Washington Bullets0 | 82 | 39—43 | .476 | 22 | 24—17 | 15—26 | 09—15 |
| 4.  | New York Knicks      | 82 | 39—43 | .476 | 22 | 25—16 | 14—27 | 08—16 |
| 5.  | New Jersey Nets      | 82 | 34—48 | .415 | 27 | 22—19 | 12—29 | 07—17 |

#### Central Division
| Pl. | Mannschaft          | Sp | S—N   | %    | GB | Heim  | Ausw. | Div.  |
| --- | ------------------- | -- | ----- | ---- | -- | ----- | ----- | ----- |
| 1.  | Atlanta Hawks       | 82 | 50—32 | .610 | —  | 32—90 | 18—23 | 21—90 |
| 2.  | Houston Rockets     | 82 | 41—41 | .500 | 9  | 29—12 | 12—29 | 20—10 |
| 3.  | 0San Antonio Spurs0 | 82 | 41—41 | .500 | 9  | 27—14 | 14—27 | 14—16 |
| 4.  | Cleveland Cavaliers | 82 | 37—45 | .451 | 13 | 28—13 | 09—32 | 16—14 |
| 5.  | Indiana Pacers      | 82 | 37—45 | .451 | 13 | 26—15 | 11—30 | 15—15 |
| 6.  | Detroit Pistons     | 82 | 16—66 | .195 | 34 | 13—28 | 06—35 | 04—26 |

### Western Conference

#### Midwest Division
| Pl. | Mannschaft          | Sp | S—N   | %    | GB | Heim  | Ausw. | Div.  |
| --- | ------------------- | -- | ----- | ---- | -- | ----- | ----- | ----- |
| 1.  | Milwaukee Bucks     | 82 | 49—33 | .598 | —  | 28—13 | 21—20 | 15—90 |
| 2.  | 0Kansas City Kings0 | 82 | 47—35 | .573 | 2  | 30—11 | 17—24 | 18—60 |
| 3.  | Denver Nuggets      | 82 | 30—52 | .366 | 19 | 24—17 | 06—35 | 10—14 |
| 4.  | Chicago Bulls       | 82 | 30—52 | .366 | 19 | 21—20 | 09—32 | 08—16 |
| 5.  | Utah Jazz           | 82 | 24—58 | .293 | 25 | 17—24 | 07—34 | 09—15 |

#### Pacific Division
| Pl. | Mannschaft            | Sp | S—N   | %    | GB | Heim  | Ausw. | Div.  |
| --- | --------------------- | -- | ----- | ---- | -- | ----- | ----- | ----- |
| 1.  | Los Angeles Lakers    | 82 | 60—22 | .732 | —  | 37—40 | 23—18 | 19—11 |
| 2.  | Seattle Supersonics   | 82 | 56—26 | .683 | 4  | 33—80 | 23—18 | 18—12 |
| 3.  | Phoenix Suns          | 82 | 55—27 | .671 | 5  | 36—50 | 19—22 | 19—11 |
| 4.  | Portland Trailblazers | 82 | 38—44 | .463 | 22 | 26—15 | 12—29 | 13—17 |
| 5.  | San Diego Clippers    | 82 | 35—47 | .427 | 25 | 24—17 | 11—30 | 13—17 |
| 6.  | Golden State Warriors | 82 | 24—58 | .293 | 36 | 15—26 | 09—32 | 08—22 |

## Ehrungen
- Most Valuable Player 1979/80: Kareem Abdul-Jabbar, Los Angeles Lakers
- Rookie of the Year 1979/80: Larry Bird, Boston Celtics
- Coach of the Year 1979/80: Bill Fitch, Boston Celtics
- Executive of the Year 1979/80: Red Auerbach, Boston Celtics
- J. Walter Kennedy Citizenship Award 1979/80: Austin Carr, Cleveland Cavaliers
- All-Star Game MVP 1980: George Gervin, San Antonio Spurs
- NBA-Finals MVP 1980: Magic Johnson, Los Angeles Lakers

| - All-NBA First Team: - Julius Erving, Philadelphia 76ers - Larry Bird, Boston Celtics - Kareem Abdul-Jabbar, Los Angeles Lakers - George Gervin, San Antonio Spurs - Paul Westphal, Phoenix Suns | - All-NBA Second Team: - Dan Roundfield, Atlanta Hawks - Marques Johnson, Milwaukee Bucks - Moses Malone, Houston Rockets - Dennis Johnson, Seattle Supersonics - Gus Williams, Seattle Supersonics |

- All-Rookie Team:
  - Larry Bird, Boston Celtics
  - Magic Johnson, Los Angeles Lakers
  - Bill Cartwright, New York Knicks
  - Calvin Natt, Portland Trailblazers
  - David Greenwood, Chicago Bulls

| - All-Defensive First Team: - Bobby Jones, Philadelphia 76ers - Dan Roundfield, Atlanta Hawks - Kareem Abdul-Jabbar, Los Angeles Lakers - Dennis Johnson, Seattle Supersonics - Don Buse, Phoenix Suns * (tie) - Micheal Ray Richardson, New York Knicks * (tie) | - All-Defensive Second Team: - Scott Weldman, Kansas City Kings - Kermit Washington, Portland Trailblazers - Dave Cowens, Boston Celtics - Quinn Buckner, Milwaukee Bucks - Eddie Johnson, Atlanta Hawks |

## Führende Spieler in Einzelwertungen
| Kategorie        | Spieler                | Mannschaft          | Wert     |
| ---------------- | ---------------------- | ------------------- | -------- |
| Punkte/Spiel ∆   | George Gervin          | San Antonio Spurs   | 33,1 PpS |
| Wurfquote †      | Cedric Maxwell         | Boston Celtics      | 60,4 %   |
| Freiwurfquote ‡  | Rick Barry             | Houston Rockets     | 93,5 %   |
| Dreipunktquote 🀛 | Fred Brown             | Seattle Supersonics | 44,3 %   |
| Assists/Spiel ▲  | Micheal Ray Richardson | New York Knicks     | 10,2 ApS |
| Steals/Spiel ▶︎   | Micheal Ray Richardson | New York Knicks     | 3,23 SpS |
| Blocks/Spiel ◀︎   | Kareem Abdul-Jabbar    | Los Angeles Lakers  | 3,41 BpS |
| Rebounds/Spiel ▼ | Swen Nater             | San Diego Clippers  | 15,0 RpS |

∆ 70 Spiele oder 1400 Punkte erforderlich.

† 300 Körbe erforderlich. Maxwell nahm 750 Schüsse und traf 457 mal.

‡ 125 verwandelte Freiwürfe erforderlich. Barry traf 143 von 153.

🀛 25 Körbe erforderlich. Brown nahm 88 Schüsse und traf 39 mal.

▲ 70 Spiele oder 400 Assists erforderlich.

▼ 70 Spiele oder 800 Rebounds erforderlich.

▶︎ 70 Spiele oder 125 Steals erforderlich.

◀︎ 70 Spiele oder 100 Blocks erforderlich.

- Mit 379 beging Darryl Dawkins von den New Jersey Nets die meisten Fouls. Tree Rollins von den Atlanta Hawks sowie James Edwards und George McGinnis von den Indiana Pacers waren mit jeweils zwölfmal am häufigsten fouled out.
- Seit der Saison 1969/70 werden den Statistiken in den Kategorien „Punkte“, „Assists“ und „Rebounds“ nicht länger die insgesamt erzielten Leistungen zu Grunde gelegt, sondern die Quote pro Spiel.[4]
- Norm Nixon von den Los Angeles Lakers stand in 82 Einsätzen 3226 Minuten auf dem Parkett. Das ist eine Quote von 39,3 Minuten pro Spiel, beides Saisonbestwerte.
- Den besten Punkteschnitt der Saison hatte George Gervin mit 33,1 Punkten pro Spiel. Bei 2585 Punkten in 78 Einsätzen hatte er auch die insgesamt meisten Punkte.
- Rick Barry verwandelte mit der besten Freiwurfquote die insgesamt einhundertelftmeisten Freiwürfe. Mit 572 bei einer Quote von 75,3 % warf World B. Free für die San Diego Clippers die meisten Freiwürfe.
- Micheal R. Richardson gewährte bei der besten Quote von 10,1 Assists pro Spiel mit 832 Assists die insgesamt meisten der Liga in 82 Spielen.
- Micheal R. Richardson hatte neben der besten Stealrate von 3,23 Steals pro Spiel die insgesamt meisten Steals mit 265 in 82 Spielen. Die meisten Balleroberungen eines Rookies hatte Dudley Bradley von den Indiana Pacers mit 211 bei einer Quote von 2,57 Steals pro Spiel.
- Kareem Abdul-Jabbar blockte insgesamt 280 Korbwürfe in 82 Spielen und hatte damit 3,41 Blocks pro Spiel. Viermal gewann Abdul-Jabbar die Blockerkrone der Saison. Niemand führte die Liga öfter an. In seiner Karriere hatte er 3189 Blocks. Nur Hakeem Olajuwon und Dikembe Mutombo blockten öfter.
- Swen Nater hatte bei einer Quote von 15,0 Rebounds pro Spiel mit 1216 Rebounds die insgesamt meisten in 81 Spielen. Er stellte auch den Saisonrekord für die meisten Defensivrebounds mit 864 auf. Mit 18 gelangen ihm am 14. Dezember gegen die Nuggets die meisten Defensivrebounds innerhalb einer einzigen Halbzeit. Moses Malone errang mit 573 die meisten Offensivrebounds. Nur im Vorjahr gab es in einer Saison mehr Offensivrebounds, ebenfalls durch Malone. Er hatte die meisten Karriere-Offensivrebounds (6731), führte die Liga achtmal an, davon zwischen 1976 und 1983 siebenmal in Folge, hat den höchsten Offensivreboundschnitt bei mindestens 400 (5,1 ORpS) und hatte die bisher meisten Offensivrebounds eines Spiels mit 21 gegen die Seattle Supersonics am 11. Februar 1982 (Stand: 2020).

## Playoffs-Baum
|  | Eröffnungsrunde | Eröffnungsrunde       | Eröffnungsrunde     |                     |                     | Conference-Halbfinals | Conference-Halbfinals | Conference-Halbfinals |  |  | Conference-Finals | Conference-Finals | Conference-Finals |  |  | NBA-Finals | NBA-Finals | NBA-Finals |
|  |                 |                       |                     |                     |                     |                       |                       |                       |  |  |                   |                   |                   |  |  |            |            |            |
|  |                 |                       |                     |                     |                     |                       |                       |                       |  |  |                   |                   |                   |  |  |            |            |            |
|  |                 |                       |                     |                     |                     |                       |                       |                       |  |  |                   |                   |                   |  |  |            |            |            |
|  | W1              | Los Angeles Lakers    | 4                   |                     |                     |                       |                       |                       |  |  |                   |                   |                   |  |  |            |            |            |
|  | W1              | Los Angeles Lakers    | 4                   |                     |                     |                       |                       |                       |  |  |                   |                   |                   |  |  |            |            |            |
|  |                 |                       | W4                  | Phoenix Suns        | 1                   |                       |                       |                       |  |  |                   |                   |                   |  |  |            |            |            |
|  | W4              | Phoenix Suns          | W4                  | Phoenix Suns        | 1                   | 2                     |                       |                       |  |  |                   |                   |                   |  |  |            |            |            |
|  | W4              | Phoenix Suns          |                     |                     |                     | 2                     |                       |                       |  |  |                   |                   |                   |  |  |            |            |            |
|  | W5              | Kansas City Kings     | 1                   |                     |                     |                       |                       |                       |  |  |                   |                   |                   |  |  |            |            |            |
|  | W5              | Kansas City Kings     | 1                   | W1                  | Los Angeles Lakers  | 4                     |                       |                       |  |  |                   |                   |                   |  |  |            |            |            |
|  |                 |                       |                     | W1                  | Los Angeles Lakers  | 4                     | Western Conference    |                       |  |  |                   |                   |                   |  |  |            |            |            |
|  |                 | W3                    | Seattle Supersonics | 1                   |                     |                       |                       |                       |  |  |                   |                   |                   |  |  |            |            |            |
|  | W3              | W3                    | Seattle Supersonics | 1                   | Seattle Supersonics | 2                     |                       |                       |  |  |                   |                   |                   |  |  |            |            |            |
|  | W3              |                       |                     |                     | Seattle Supersonics | 2                     |                       |                       |  |  |                   |                   |                   |  |  |            |            |            |
|  | W6              | Portland Trailblazers | 1                   |                     |                     |                       |                       |                       |  |  |                   |                   |                   |  |  |            |            |            |
|  | W6              | Portland Trailblazers | 1                   | W2                  | Milwaukee Bucks     | 3                     |                       |                       |  |  |                   |                   |                   |  |  |            |            |            |
|  |                 |                       |                     | W2                  | Milwaukee Bucks     | 3                     |                       |                       |  |  |                   |                   |                   |  |  |            |            |            |
|  |                 |                       | W3                  | Seattle Supersonics | 4                   |                       |                       |                       |  |  |                   |                   |                   |  |  |            |            |            |
|  |                 |                       |                     | Seattle Supersonics | 4                   |                       |                       |                       |  |  |                   |                   |                   |  |  |            |            |            |
|  |                 |                       |                     |                     |                     |                       |                       |                       |  |  |                   |                   |                   |  |  |            |            |            |
|  |                 |                       |                     |                     |                     |                       |                       |                       |  |  |                   |                   |                   |  |  |            |            |            |
|  | W1              | Los Angeles Lakers    | 4                   |                     |                     |                       |                       |                       |  |  |                   |                   |                   |  |  |            |            |            |
|  | W1              | Los Angeles Lakers    | 4                   |                     |                     |                       |                       |                       |  |  |                   |                   |                   |  |  |            |            |            |
|  |                 | E3                    | Philadelphia 76ers  | 2                   |                     |                       |                       |                       |  |  |                   |                   |                   |  |  |            |            |            |
|  |                 |                       |                     | 2                   |                     |                       |                       |                       |  |  |                   |                   |                   |  |  |            |            |            |
|  |                 |                       |                     |                     |                     |                       |                       |                       |  |  |                   |                   |                   |  |  |            |            |            |
|  |                 |                       |                     |                     |                     |                       |                       |                       |  |  |                   |                   |                   |  |  |            |            |            |
|  | E3              | Philadelphia 76ers    | 4                   |                     |                     |                       |                       |                       |  |  |                   |                   |                   |  |  |            |            |            |
|  | E3              | Philadelphia 76ers    | 4                   |                     |                     |                       |                       |                       |  |  |                   |                   |                   |  |  |            |            |            |
|  |                 |                       | E2                  | Atlanta Hawks       | 1                   |                       |                       |                       |  |  |                   |                   |                   |  |  |            |            |            |
|  | E6              | Washington Bullets    | E2                  | Atlanta Hawks       | 1                   | 0                     |                       |                       |  |  |                   |                   |                   |  |  |            |            |            |
|  | E6              | Washington Bullets    |                     |                     |                     | 0                     |                       |                       |  |  |                   |                   |                   |  |  |            |            |            |
|  | E3              | Philadelphia 76ers    | 2                   |                     |                     |                       |                       |                       |  |  |                   |                   |                   |  |  |            |            |            |
|  | E3              | Philadelphia 76ers    | 2                   | E3                  | Philadelphia 76ers  | 4                     |                       |                       |  |  |                   |                   |                   |  |  |            |            |            |
|  |                 |                       |                     | E3                  | Philadelphia 76ers  | 4                     | Eastern Conference    |                       |  |  |                   |                   |                   |  |  |            |            |            |
|  |                 | E1                    | Boston Celtics      | 1                   |                     |                       |                       |                       |  |  |                   |                   |                   |  |  |            |            |            |
|  | E5              | E1                    | Boston Celtics      | 1                   | San Antonio Spurs   | 1                     |                       |                       |  |  |                   |                   |                   |  |  |            |            |            |
|  | E5              |                       |                     |                     |                     |                       |                       |                       |  |  |                   |                   |                   |  |  |            |            |            |
|  | E4              | Houston Rockets       | 2                   |                     |                     |                       |                       |                       |  |  |                   |                   |                   |  |  |            |            |            |
|  | E4              | Houston Rockets       | 2                   | E4                  | Houston Rockets     | 0                     |                       |                       |  |  |                   |                   |                   |  |  |            |            |            |
|  |                 |                       |                     | E4                  | Houston Rockets     | 0                     |                       |                       |  |  |                   |                   |                   |  |  |            |            |            |
|  |                 |                       | E1                  | Boston Celtics      | 4                   |                       |                       |                       |  |  |                   |                   |                   |  |  |            |            |            |
|  |                 |                       |                     | Boston Celtics      | 4                   |                       |                       |                       |  |  |                   |                   |                   |  |  |            |            |            |
|  |                 |                       |                     |                     |                     |                       |                       |                       |  |  |                   |                   |                   |  |  |            |            |            |
|  |                 |                       |                     |                     |                     |                       |                       |                       |  |  |                   |                   |                   |  |  |            |            |            |

## Playoffs-Ergebnisse
Die Playoffs begannen am 2. April und wurden in der Eröffnungsrunde, in der die Conference-Dritten gegen die Conference-Sechsten und die Conference-Vierten gegen die Conference-Fünften um den Einzug in die Conference-Halbfinals spielten, nach dem Modus Modus „Best of Three“ ausgetragen. Die Divisionssieger hatten ein Freilos in der ersten Runde, dem Conference-Ersten wurde der Sieger aus dem Spiel Conference-Vierter gegen Conference-Fünfter zugeteilt. In den Conference-Halbfinals, den Conference-Finals und den NBA-Finals galt der „Best of Seven“-Ausscheidungs-Modus.
Caldwell Jones von den Philadelphia 76ers errang 185 Rebounds. Rookie Magic Johnson von den Los Angeles Lakers gewährte 151 Assists in der Postseason, Teamkamerad Kareem Abdul-Jabbar erzielte 479 Punkte.
Der neu eingeführte Drei-Punktewurf machte Furore und sorgte für die meisten Dreier (7) und die meisten Dreierversuche (19) der Washington Bullets in  einer Zwei-Spiele-Playoff-Serie gegen die Philadelphia 76ers. Kevin Grevey steuerte 5 und 10 bei. In derselben Serie kam es durch die Sixers zu den meisten Balleroberungen (23). Sixer Bobby Jones verwandelte 8 Freiwürfe ohne Fehlwurf, was zuvor lediglich vier Spielern gelungen war.
Die höchste Freiwurfquote einer Vierer-Serie gab es durch Rick Barrys Houston Rockets gegen die Boston Celtics mit 88,2 %.
Das zweitgrößte Hallenpublikum der NBA-Geschichte erschien am 15. April zum Western Conference-Halbfinalspiel der Milwaukee Bucks bei den Seattle Supersonics. 40.172 suchten den Kingdome auf.
Die meisten Playoff-Blocks einer Sechs-Spiele-Serie stellten die Sixers in den Finals mit 60 (Stand: 2020).

### Eastern Conference-Eröffnungsrunde
Philadelphia 76ers 2, Washington Bullets 0

Mittwoch, 2. April: Philadelphia 111 – 96 Washington

Freitag, 4. April: Washington 104 – 112 Philadelphia
Houston Rockets 2, San Antonio Spurs 1

Mittwoch, 2. April: Houston 95 – 85 San Antonio

Freitag, 4. April: San Antonio 106 – 101 Houston

Sonntag, 6. April: Houston 141 – 120 San Antonio

### Western Conference-Eröffnungsrunde
Phoenix Suns  2, Kansas City Kings 1

Mittwoch, 2. April: Phoenix 96 – 93 Kansas City

Freitag, 4. April: Kansas City 106 – 96 Phoenix

Sonntag, 6. April: Phoenix 114 – 99 Kansas City

Seattle Supersonics 2, Portland Trailblazers 1

Mittwoch, 2. April: Seattle 120 – 110 Portland

Freitag, 4. April: Portland 105 – 95 Seattle (n. V.)

Sonntag, 6. April: Seattle 103 – 86 Portland

### Eastern Conference-Halbfinals
Boston Celtics 4, Houston Rockets 0

Mittwoch, 9. April: Boston 119 – 101 Houston

Freitag, 11. April: Boston 95 – 75 Houston

Sonntag, 13. April: Houston 81 – 100 Boston

Montag, 14. April: Houston 121 – 138 Boston
Philadelphia 76ers 4, Atlanta Hawks 1

Freitag, 6. April: Philadelphia 107 – 104 Atlanta

Mittwoch, 9. April: Philadelphia 99 – 92 Atlanta

Donnerstag, 10. April: Atlanta 105 – 93 Philadelphia

Sonntag, 13. April: Atlanta 83 – 107 Philadelphia

Dienstag, 15. April: Philadelphia 105 – 100 Atlanta

### Western Conference-Halbfinals
Los Angeles Lakers 4, Phoenix Suns 1

Dienstag, 8. April: Los Angeles 119 – 110 Phoenix (n. V.)

Mittwoch, 9. April: Los Angeles 131 – 128 Phoenix (n. V.)

Freitag, 11. April: Phoenix 105 – 108 Los Angeles

Sonntag, 13. April: Phoenix 127 – 101 Los Angeles

Dienstag, 15. April: Los Angeles 126 – 101 Phoenix
Seattle Supersonics 4, Milwaukee Bucks 3

Dienstag, 8. April: Seattle 114 – 113 Milwaukee (n. V.)

Mittwoch, 9. April: Seattle 112 – 114 Milwaukee (n. V.)

Freitag, 11. April: Milwaukee 95 – 91 Seattle

Sonntag, 13. April: Milwaukee 107 – 112 Seattle

Dienstag, 15. April: Seattle 97 – 108 Milwaukee

Freitag, 18. April: Milwaukee 85 – 86 Seattle

Sonntag, 20. April: Seattle 98 – 94 Milwaukee

### Eastern Conference-Finals
Philadelphia 76ers 4, Boston Celtics 1

Freitag, 18. April: Boston 93 – 96 Philadelphia

Sonntag, 20. April: Boston 96 – 90 Philadelphia

Mittwoch, 23. April: Philadelphia 99 – 97 Boston

Donnerstag, 24. April: Philadelphia 102 – 90 Boston

Sonntag, 27. April: Boston 94 – 105 Philadelphia

### Western Conference-Finals
Los Angeles Lakers 4, Seattle Supersonics 1

Dienstag, 22. April: Los Angeles 107 – 108 Seattle

Mittwoch, 23. April: Los Angeles 108 – 99 Seattle

Freitag, 25. April: Seattle 100 – 104 Los Angeles

Sonntag, 27. April: Seattle 93 – 98 Los Angeles

Mittwoch, 30. April: Los Angeles 111 – 105 Seattle

## NBA-Finals

### Los Angeles Lakers vs. Philadelphia 76ers
Die Finals wurden fair geführt, es gab keine Disqualifikation. Das gab es seither noch sieben weitere Male.
Rookie Magic Johnson sollte Finals MVP werden. Am 14. Mai unterliefen ihm 10 Ballverluste, die bislang meisten eines Finalspiels (Stand: 2020).
Die Finalergebnisse:

Sonntag, 4. Mai: Los Angeles 109 – 102 Philadelphia

Mittwoch, 7. Mai: Los Angeles 104 – 107 Philadelphia

Sonnabend, 10. Mai: Philadelphia 101 – 111 Los Angeles

Sonntag, 11. Mai: Philadelphia 105 – 102 Los Angeles

Mittwoch, 14. Mai: Los Angeles 108 – 103 Philadelphia

Freitag, 16. Mai: Philadelphia 107 – 123 Los Angeles
Die Los Angeles Lakers werden mit 4—2 Siegen zum siebenten Mal NBA-Meister.

## Die Meistermannschaft der Los Angeles Lakers
| Kareem Abdul-Jabbar, Ron Boone, Marty Byrnes, Kenny Carr, Jim Chones, Michael Cooper, Don Ford, Spencer Haywood, Brad Holland, Magic Johnson, Mark Landsberger, Butch Lee, Ollie Mack, Norm Nixon, Jamaal Wilkes Head Coach: Paul Westhead |